# Sporran
En sporran er en mavepung. Den er en del af tilbehøret til den traditionelle skotlandske klædedragt. De tre mest almindelige typer er hverdags-, semi- og festsporran.